# Elisa Maria Boglino
Elisa Johanne Rosa Maria Boglino (født Maioli 7. maj 1905 i København, død 2002 i Rom) var en dansk-italiensk malerinde og avantgardekunstner.

## Familie og privatliv
Boglinos forældre var legationssekretær Alberto Maioli og Marie Møller. Hun blev gift den 29. september 1927 med dr.jur. og dr.polit. Giovanni Boglino, født 9. oktober 1898 i Palermo.
Forældrene blev skilt efter 1½ års ægteskab, og hun voksede op med moderen, rejste med hende til Sicilien og forelskede sig dér i Giovanni Boglino. Parret flyttede til Palermo, og moderen flyttede med. 1929 fik hun datteren Marianna og i 1939 sønnen Camillo. Boglinos mor døde tidligt, i 1933.[kilde mangler]

## Opvækst og karriere
Elisa Maria Maioli blev født i København i 1905. Hun modtog undervisning hos maleren Axel Hou og blev optaget på Akademiet som 17-årig i 1923 efter forberedende undervisning hos malerne C. V. Aagaard og Carla Colsmann Mohr. Det sidste år på kunstakademiet fulgte hun undervisningen hos Sigurd Wandel på freskolinjen. I akademitiden knyttede hun fællesskaber med andre studerende, eksempelvis "Maleholdet": malerne Niels Grønbech, Louise Trechau, Karen Agnete Enevoldsen, Lauritz Hartz og Paul Høm, som arrangerede maleudflugter.
Elisa Maioli og hendes mor "gjorde hvert forår en kulturel rejse", skriver forfatteren Anna Maria Ruta. Hendes interesse for byzantinsk og arabisk kunst førte dem blandt andet til Sicilien, hvor hun giftede og bosatte sig i 1927.

### Tiden på Sicilien
Boglino var inspireret af renæssancemalere som Masaccio og Piero della Francesca, desuden af Edvard Munch og den "Nordiske Ekspressionisme". Hun blev en del af miljøet omkring den sicilianskfødte futuristiske kunstner Pippo Rizzo (it) og de unge malere Manlio Giarizzo, Renato Guttuso og Lia Pasqualino Noto (it).
1930 deltog de i Syndikatets Udstillinger i Palermo, Catania og Firenze. Senere samme år deltog hun på Biennalen i Venedig med to tegninger, Cavallo og Polledri, samt oliemaleriet Donna e Bimbo (Kvinde og baby), som på anbefaling af Pippo Rizzo blev købt af Galleria d’Arte Moderna Palermo. 

1932 havde hun 3 separatudstillinger: Den første i Den tredje af Syndikatets Regionale udstillinger i Palermo, hvor hun deltog med flere store oliemalerier, bl.a. Den Barmhjertige Samaritan, Lavandaia (Vaskekone), et arbejde i terracotta Madonnina (Lille madonna), èt i træ Sant'Antonio og ti tegninger. Ved denne lejlighed vandt hun prisen Podesta di Palermo.
Den anden separatudstilling i 1932 fandt sted i Galleria di Roma organiseret af forfatteren, kuratoren og samleren Pietro Maria Bardi (it), mest kendt som den senere grundlæggende direktør for Sao Paulo Museum of Art i Brasilien. Bardi betegnede ved den lejlighed Elisa Maria Boglino som avantgardekunstner. Tredje separatudstilling afholdtes i Galleria del Milione Milano og derefter hos Wolfgang Gurlitt Galleri i Berlin. 1933 udstillede hun hos Chr. Larsen, Højbro Plads i København.
1933 deltog Elisa Maria Boglino i den Fjerde Regionale Syndicale Catanias Kunst med 10 sort/hvide tuschtegninger". I 1934 viste hun på den xix Biennale i Venedig maleriet Donna con Bambino (Kvinde med barn). Derefter er der et fravær af udstillingsaktivitet indtil slutningen af anden verdenskrig.
Fra midten af 1930'erne var hendes navn således ikke at finde i katalogerne til nye udstillinger, skriver netstedet Enciclopedia delle Donne. "Hendes dramatiske og farverige maleri inspirerede andre kunstnere, der i forhold til deres personlige billedsprog udviklede den beskrivende linje i den nordiske ekspressionisme, som hun stod for".

I slutningen af 1930'erne erhvervede Giovanni en stor vingård i bjergene syd for Cefalu, et gammelt Benediktinerkloster fra 1100-tallet, kaldet Sant' Anastasia. Her boede familien under krigen. Elisa Maria Boglino og det yngste barn fik tyfus, og de levede isoleret. Hun begyndte at arbejde med sammensatte teknikker, med tusch, gouache og akvarel.
På gården og i bjergene var mange mennesker beskæftiget. Der var muldyr, heste, okser og får, og arbejdet foregik efter gamle rytmer og forfædres skikke. Der blev lavet vin, ost, brød og slagtning af husdyrene. Næsten al transport foregik med okser og muldyr. Alt dette indgik som motiver i et stort antal tegninger og billeder − som registrering af et øjeblik, som en komposition, eller måske som en bibelsk fortælling.
Hendes to store fresker i familiens tidligere bolig i Palermo − Skabelsen og De gode gerninger − gik tabt under bombningen af Palermo. Det samme gjorde flere store oliemalerier.

### Tiden i Rom
I 1948 flyttede familien til Rom, hvor Boglino fik atelier på Piazza di Santa Maria in Trastevere og genoptog maleriet. I perioden 1949-79 havde hun udstillinger i Danmark og Italien (bl.a. Rom, Taranto, Grosseto og Napoli). Hun udstillede sidste gang på Biennalen i 1956 med tre tegninger (tusch og akvarel): Lavoratrici, Uomo e Cavallo, og Figura seduta.
Boglino døde i Rom i 2002 og ligger begravet i Palermo på Cimitero di Sant'Orsola.

## Værker
- Den Barmhjertige Samaritan - oliemaleri (fra 1928, skriver kunstskribent Pippo Rizzo); [16] [17] Statens Museum for Kunst, SMK: "Den Barmhjertige Samaritaner", "Selvportræt 1930" (Deponeret), "Jesus helbreder de besatte", "Matilde" samt 6 tegninger. 2021.

- Den Barmhjertige Samaritan - oliemaleri (fra 1928)

- "Donna e bimbo" (Frit oversat titel: Kvinde og baby); Galleria d'arte moderna Palermo (eller GAM Palermo) - [19] blev købt af museet i 1930.
- "Le alienate" (1929 - 1931) (Frit oversat titel: De sindssyge / De fremmedgjorte) og "Le alienate" (1933), blev doneret og indlemmet i samlingen i 2012; Museo d'arte moderna e contemporanea di Trento e Rovereto (MART). [20][21]
- Civica Galleria d'Arte Moderna e Contemporanea 'Giuseppe Sciortino', i Monreale på Sicilien; "Cavalli" blev indlemmet i samlingen i 2002.[22] Og "Figure", olie på lærred.[23]
- Pinacoteca del Castello Sforzesco i Milano, 2 tuschtegninger købt ved udstilling i 1932: "Studie af 2 nøgne figurer",[24] og "Gudfaderen viser sig for Adam og Eva", [25] samt tegning Cavalli, købt 1938.
- Collezione Antonio Pusateri, i Agrigent, købte Donna Seduta "Siddende kvinde", olie på lærred, ved udstilling i Agrigent 2006.
- "Museo Valle Roveto, Civita d'Antino, købte Donne col Parapioggia (frit oversat: Kvinder med paraply), olie på lærred, i forbindelse med udstilling, hvor Boglino vandt Zahrtmannprisen i 1958.
- Basilica Santa Maria i Leuca: Værket Emmaus. Doneret, efter hendes eget ønske, kort før Boglinos død.[26]

## Biennaler og udstillinger
Udstillinger
- 1926-27,1929: Charlottenborg.
- 1930, Biennalen, Venedig, (sala 34 e 37 pag.127 e 136).
- 1930, Mostre Sindicali di Palermo, Firenze e Catania.
- 1931, 3. Esposizione d'Arte del Sindicato Siciliano. Biennalen, Venedig, Sep.udst. 1934 (sala 48, cat.pag.190).
- 1932 Separatudst. i Rom, Milano og Berlin.[2]
- 1933, 4. Mostra Regionale, Sindacale d'Arte Siciliana.
- 1933, Galleri Christian Larsen, København.

Separatudstillinger
- 1949, Bach´s Kunsthandel Gl. Strand Kbh.
- 1949, Jugels Udstillingssal i Aarhus.
- 1954, Galleria Vetrina di Chiurazzi, Rom (separat).
- 1954, IV Mostra di Pittura del Maggio di Bari.
- 1956, VIII Mostra di Pittura C.I.M (vinder Præmie Roberto Merli).
- 1956, XXXVIII Biennale i Venezia (sala 28, cat.pag 118).
- 1958, Galleria del Vantaggio, Roma (Separat).
- 1958, Premio di Pittura Valle Roveto , (vinder Zahrtmannprisen).
- 1958, Biennale di Arte Sacra, Grosseto.
- 1959, Maggio Pittura Romana (vinder Premio Roma).
- 1960, Mostra Agostiniana di arte Sacra, Roma.
- 1963, Galleria del Vantaggio, Roma (separat).
- 1963, Grønningen, København[27] (inviteret).
- 1976, Mostra di Arte Sacra, Viterbo.
- 1979, Galleri Haagen Muller, København.
- 1996, L'Arte in Sicilia negli anni Trenta, Marsala.
- 2001, Chiesa s. Maria in Montesanto, Messa degli Artisti, Roma. I den "Romerske" periode endvidere udstillinger i Taranto og Napoli.
- [2][3][15]

### Posthumt
- 2002 (Galleria d'Arte Moderna di Palermo [eller GAM Palermo]) – Nell'Ombra-L'Arte al femminile tra Ottocento e Novecent.[28]
- 2003-2004 (Minsk, Moskva, Barcelona, Palermo) – Novecento Siciliano.[29]
- 2006 – Le Ferite dell'Essere: Solitudine e meditazione nelle siciliana degli anni'30, a cura di Anna Maria Ruta, Spazi Espositivi Chiaramontani, Agrigento.
- 2007 – Avantguardie femminili in Italia e Russia, a cura di Renato Miracco, Galleria Regionale Pallazo Bellomo, Palermo.[30]
- 2012 – Artedonna: Cento anni d'arte femminile in Sicilia 1850-1950.[31][32]* 2014 – Cent´anni di sicilitudine.
- 2014-2015 − "Artisti di Sicilia" Catania, Bruxelles, London, New York.[33]
- 2016 − "Topazia Alliata. Et liv for kunst".[34]
- 2020-2021 − "Novecento - da Pirandello a Guccione", a cura di Vittorio Sgarbi, Noto. [35]
- 2024-Særudstilling:"Elisa Maria Boglino-da Copenaghen a Roma-tra due Patrie nella Pittura" Kurateret af Marco Nocca. [36] [37]

## Galleri
| - Værker ordnet efter år - En Pige. Olie på lærred. ca 1926. - Kvinde og barn. Tusch. Ca. 1927. Statens Museum for Kunst,SMK - Engel med barn. Akvarel. Ca. 1929. Statens Museum for Kunst, SMK - Kvinde og lille barn med blomst. Tusch. Ca. 1930. - Tegning af moderen på dødsleje. Blyant og akvarel. 1933. - Fanciulla in Rosa. Olie på lærred. 1935 - Santa Anastasia. . Tusch. Ca. 1960. - Jesus ved den syge Pige. Olie på træ. Ca. 1960. - Uddrivelsen fra Templet. Blandet Teknik. Ca. 1965. - Den Barmhjerige Samaritan. Blandet teknik. Ca. 1970. - Jesus ved den syge Pige. Tusch og Akvarel. Ca.1970 - Den Barmhjertige Samaritan. Tusch med turkis Akvarel. ca. 1980 |